# Бутлар, Ева Маргарита фон
Ева Маргарита фон Бутлар (нем. Eva Margaretha von Buttlar; 1670—1721) — немецкий богослов, основательница так называемого «филадельфийского религиозного общества».

## Биография
Ева Маргарита фон Бутлар родилась 22 июня 1670 года в немецком городе Айзенах, в семье лютеран.
В 1687 году она вышла замуж за французского эмигранта Жана де Везиаса. После десяти лет светской жизни, она, увлеченная пиетистическим мистицизмом, оставила мужа и сгруппировала вокруг себя приверженцев, после чего, вместе с кандидатом богословия Винтером, молодым врачом Аппенфельдером, двумя девицами фон Каленберг и другими основала в Аллендорфе (в Гессене) религиозное «филадельфийское» общество.
В этом кружке она возвещала, что произошло новое воплощение Святой Троицы, в лице её самой, Винтера и Аппенфельдера, что все члены безусловно должны повиноваться велениям новой пророчицы.
в секте отвергался христианский брак и проповедовалось какое-то мистическое учение о духовно-плотском единении; предвещалось в будущем падение церкви, общность имуществ, близкое наступление царства небесного и т. д. В действительности в этом обществе проявился в самых разнообразных формах разврат, что навлекло на его членов преследование со стороны властей.
Изгнанное из Алендорфа, общество безуспешно пыталось поселиться в других местах; много его членов для виду приняло католичество.
Присужденное к большому штрафу, общество наконец распалось, и в Альтоне прекратило своё существование после смерти Евы фон Бутлар, которая незадолго до своей смерти объявила, что возвращается в лютеранство.
Ева Маргарита фон Бутлар умерла 27 апреля 1721 года в Альтоне.